# Copa Sevilla 1991
Il Copa Sevilla 1991 è stato un torneo di tennis facente parte della categoria ATP Challenger Series nell'ambito dell'ATP Challenger Series 1991. Il torneo si è giocato a Siviglia in Spagna dal 24 al 30 giugno 1991 su campi in terra gialla.

## Vincitori

### Singolare
Lars Koslowski ha battuto in finale  Tomas Nydahl con il punteggio di 6–2, 3–6, 7–6.

### Doppio
David Rikl /  Éric Winogradsky hanno battuto in finale  Josef Čihák /  Tomáš Anzari con il punteggio di 6–1, 6–7, 6–3.